# Franz Kurz zum Thurn und Goldenstein
Franz Kurz zum Thurn und Goldenstein, avstrijski slikar, * 20. januar 1807, Sankt Michael im Lungau, Avstrija, † 29. avgust 1878, Baden.
Goldenstein je v letih 1831 do 1834 obiskoval akademijo v Gradcu, pozneje pa se je izpopolnjeval na potovanjih po Italiji in Nemčiji. Leta 1834 se je naselil v Ljubljani in se leta 1867 odselil v Gradec.
V Ljubljani je delal kot učitelj risanja na Mahrovi šoli (med njegovimi učenci sta bila Anton Karinger in Ivan Franke). Goldenstein je v Sloveniji znan po prvem portretu pesnika Franceta Prešerna, ki ga je naslikal leta 1850. Goldenstein je prehodil je skoraj vso Kranjsko in risal kraje v skicirko, nekatere je pozneje naslikal v akvarelu, olju ali temperi ter tako zapustil eno najobsežnejših zbirk slik slovenskih krajev. Te slike zaznamujejo topografska natančnost in hkrati pravljično razpoloženje ter folklorna štafaža.
Od njegovih del so se poleg Prešernovega portreta ohranile številne nabožne slike in freske. Največ jih je v romarski cerkvi Matere Božje v zaselku Log pri Budanjah v občini Vipava (nastale so med letoma 1842 in 1844 in so prvi primer nazarenskega slikarstva v Sloveniji). Leta 1858 so po njegovih načrtih popolnoma prenovili pročelje cerkve Marijinega oznanjenja v Ljubljani, nanj dodali kip Loretske Madone in Goldensteinovo fresko (od leta 1883 Wolfova) ter ga prebarvali iz bele v rdečo barvo.